# Herb powiatu żuromińskiego
Herb powiatu żuromińskiego – jeden z symboli powiatu żuromińskiego, ustanowiony 3 września 2003.

## Wygląd i symbolika
Herb przedstawia na tarczy dwudzielnej w słup w polu prawym czerwonym półorzeł biały, a w polu lewym błękitnym złota gwiazda pod złotym półksiężycem z twarzą barkiem do góry i takież trzy kłosy w wachlarz osadzone bezpośrednio na barku księżyca. Orzeł to symbol województwa mazowieckiego, półksiężyc i gwiazda pochodzą z herbu Żuromina, natomiast kłosy nawiązują do rolniczego charakteru powiatu.